# Potato Research
Potato Research is een internationaal, aan collegiale toetsing onderworpen wetenschappelijk tijdschrift op het gebied van de aardappelteelt. De naam wordt in literatuurverwijzingen meestal afgekort tot Potato Res.